# Алатанинська сільська рада
Алата́нинська сільська рада (рос. Алатанинский сельский совет) — муніципальне утворення у складі Стерлітамацького району Башкортостану, Росія. Адміністративний центр — село Алатана.

## Населення
Населення — 1852 особи (2019, 2089 в 2010, 1953 в 2002).

## Склад
До складу поселення входять такі населені пункти:
| Населений пункт      | Населення, осіб (2002) | Населення, осіб (2010) |
| -------------------- | ---------------------- | ---------------------- |
| Алатана, село        | 132                    | 137                    |
| Більське, село       | 1071                   | 1144                   |
| Забільське, село     | 212                    | 200                    |
| Ніколаєвка, присілок | 86                     | 66                     |
| Шихани, присілок     | 277                    | 321                    |
| Юрактау, присілок    | 175                    | 221                    |